# Mythologie chilote
La mythologie chilote existe sur l'archipel de Chiloé, au Chili.
Les personnages et éléments principaux de la mythologie chilote sont la pincoya, le trauco, le camahueto, le basilisco, la fiura, la huenchula, le millalobo, l’invuche, la condena, le cheval marin de Chiloé (mélange d'hippocampe et de cheval) et le caleuche (sorte de vaisseau fantôme, paradis amphibie pour les personnes disparues en mer),. Ces éléments proviennent du mélange entre les traditions chamaniques de la religion polythéiste mapuche et des enseignements du clergé chrétien, qui s'est finalement conclu par un syncrétisme de croyances mapuches, de superstitions de marins et de catholicisme espagnol.

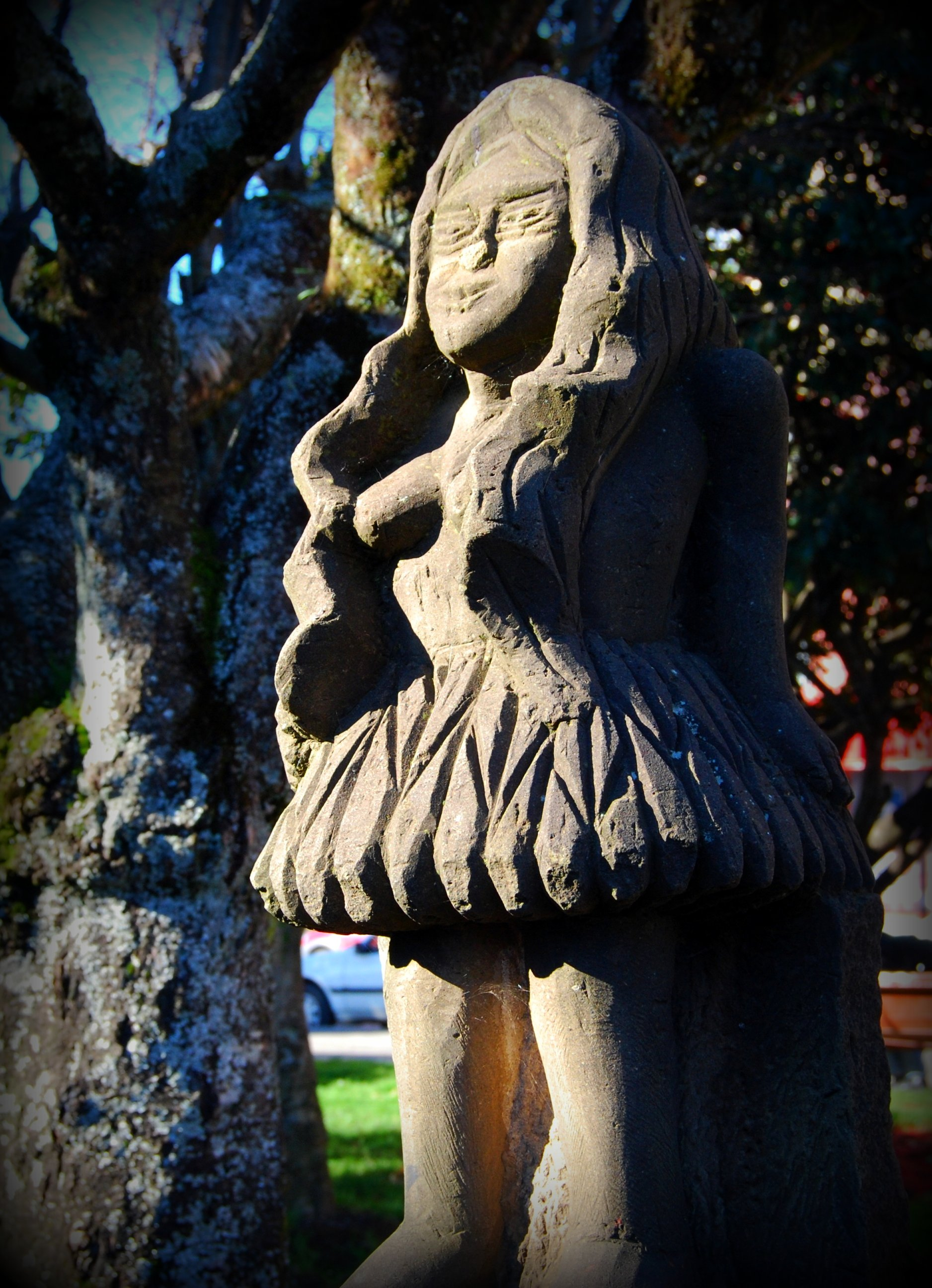
Statue de la pincoya à Ancud.

## Création de l'archipel de Chiloé
La genèse de l'archipel est expliquée par une terrible bataille entre deux divinités mapuches prenant la forme de serpents de mer : Coi Coi-Vilu et Tenten-Vilu, représentant respectivement l'eau et la terre.

## Brujeria
Les brujos de Chiloé forment une confrérie qui fait l'objet de légendes, parfois effrayantes et hostiles. Il n'est possible de devenir brujo que si l'on est coopté par d'autres brujos, après une initiation. Le candidat doit passer plusieurs nuits dans l'un des cimetières de l'ile. L'abandon de toutes les passions antérieures est l'une des épreuves obligatoires selon certains textes laïcs, tandis que le clergé de l'île affirme qu'il s'agit d'une « onction effaçant le baptême chrétien » ou pire encore, de « l'obligation d'assassiner la personne la plus aimée » (dans les deux cas, on est voué à l'enfer). Les brujos sont réputés capables de voler d'une île à l'autre, de se transformer en animaux et de jeter des sorts. Leurs réunions et rituels se dérouleraient dans une grotte secrète dont l'entrée serait gardée par l’invuche qui, selon le clergé de l'île, serait une personne monstrueusement déformée par les brujos dès son plus jeune âge à l'aide de cruels procédés mécaniques et d'onguents maléfiques.

## Art sculptural chilote
Après plusieurs siècles d'évolution, la mythologie chilote a fini par s'exprimer à travers des sculptures en bois, très présentes dans les églises de l'île de Chiloé, où elles jouent un rôle analogue aux chimères des églises en pierre.

## Sources
1. ↑  Julio Vicuña Cifuentes, (es) Mytos y supersticiones recogidos de la tradicion oral chilena, Santiago du Chili, 1915 pp. 30-32 Traduction G. et J. Soustelle.
2. ↑  Georgette et Jacques Soustelle, Folklore chilien, Collection ibéro-américaine, Institut international de coopération intellectuelle, 1938 pp. 95-97.
3. ↑  Christian Rudel, Le Chili : Méridiens, voyages et découvertes, Karthala, 2011, 197 p. (ISBN 978-2-8111-0445-0, lire en ligne), p. 179.
4. ↑  Julio Vicuña Cifuentes, Op. cit.
5. ↑  Francisco Coloane, (es) Golfo de Penas,  (ISBN 9562471365).